# Stadio di Murrayfield
Lo stadio di Murrayfield (in inglese Murrayfield Stadium, IPA mʌɹifiːld), talora per sineddoche semplicemente Murrayfield, è un impianto rugbistico britannico di Edimburgo.
Prende il nome da Murrayfield, quartiere cittadino centro-occidentale della capitale scozzese, ed è di proprietà, nonché sede amministrativa, della Scottish Rugby Union, la federazione rugbistica di Scozia (d'ora in avanti SRU).
Lo stadio è dal 1925 l'impianto interno della nazionale scozzese di rugby a 15 e, pur essendo principalmente utilizzato per tale disciplina, ha ospitato anche gare di football americano, rugby a 13 e calcio.
Murrayfield ha ospitato le gare di tre edizioni di Coppa del Mondo di rugby (nel 1991, 1999 e 2007) per complessivi 13 incontri benché sempre a supporto logistico di un altro Paese organizzatore; durante il Cinque Nazioni 1975, inoltre, stabilì il record d'affluenza assoluto per incontri di rugby con 104000 spettatori.
Successive ristrutturazioni con conseguente trasformazione in impianto senza spettatori in piedi abbassarono la capienza generale a poco più di 67000 posti.
Oltre agli incontri della nazionale, è sede dal 1997 delle partite della franchise cittadina dell'Edimburgo militante nello United Rugby Championship.
Sempre in ambito di rugby a 15 di club ospitò tre finali di Heineken / Champions Cup e una di Challenge Cup, oltre a due finali di Challenge Cup di rugby a 13.
Per diversi anni fu anche sede interna del club britannico di football americano dello Scottish Claymores e fu utilizzato, in quanto stadio omologato UEFA, anche per incontri di calcio di club senza impianto idoneo per le competizioni europee.
Dal 1983 è anche sede di concerti: a inaugurare tale nuova destinazione d'uso fu David Bowie.
A seguito di accordo di naming con l'impresa di telecomunicazioni BT Group, lo stadio è noto dal 2014 anche come BT Murrayfield Stadium.

## Storia
Nei suoi primi anni di vita, la SRU non aveva un impianto di proprietà.
Il nomadismo della nazionale era frequente e, dopo avere giocato 10 anni a Raeburn Place, si fece fatica a trovare una sistemazione stabile, perché i club gestori dei campi di cricket erano restii a concedere il proprio terreno al rugby.
Per un certo periodo di tempo la nazionale utilizzò il vecchio terreno oggi occupato da Hampden Park a Glasgow, poi la federazione acquistò un terreno a Inverleith, sobborgo di Edimburgo, per 3800 £, e vi edificò uno stadio, il primo di proprietà di una delle quattro Home Nations, che aprì nel 1901.
Durante la Grande Guerra Inverleith fu usato come campo militare da gioco, ma le strutture rimasero trascurate e, al termine del conflitto, lo stato dell'impianto, e la necessità di garantire una maggiore capienza portarono la SRU a cercare una nuova sistemazione, che fu trovata alla fine del 1922, quando un club sportivo di Edimburgo vendette alla SRU 19 acri di terreno (~77000 m²) in località Murrayfield, quartiere residenziale nel settore centro-occidentale della città.

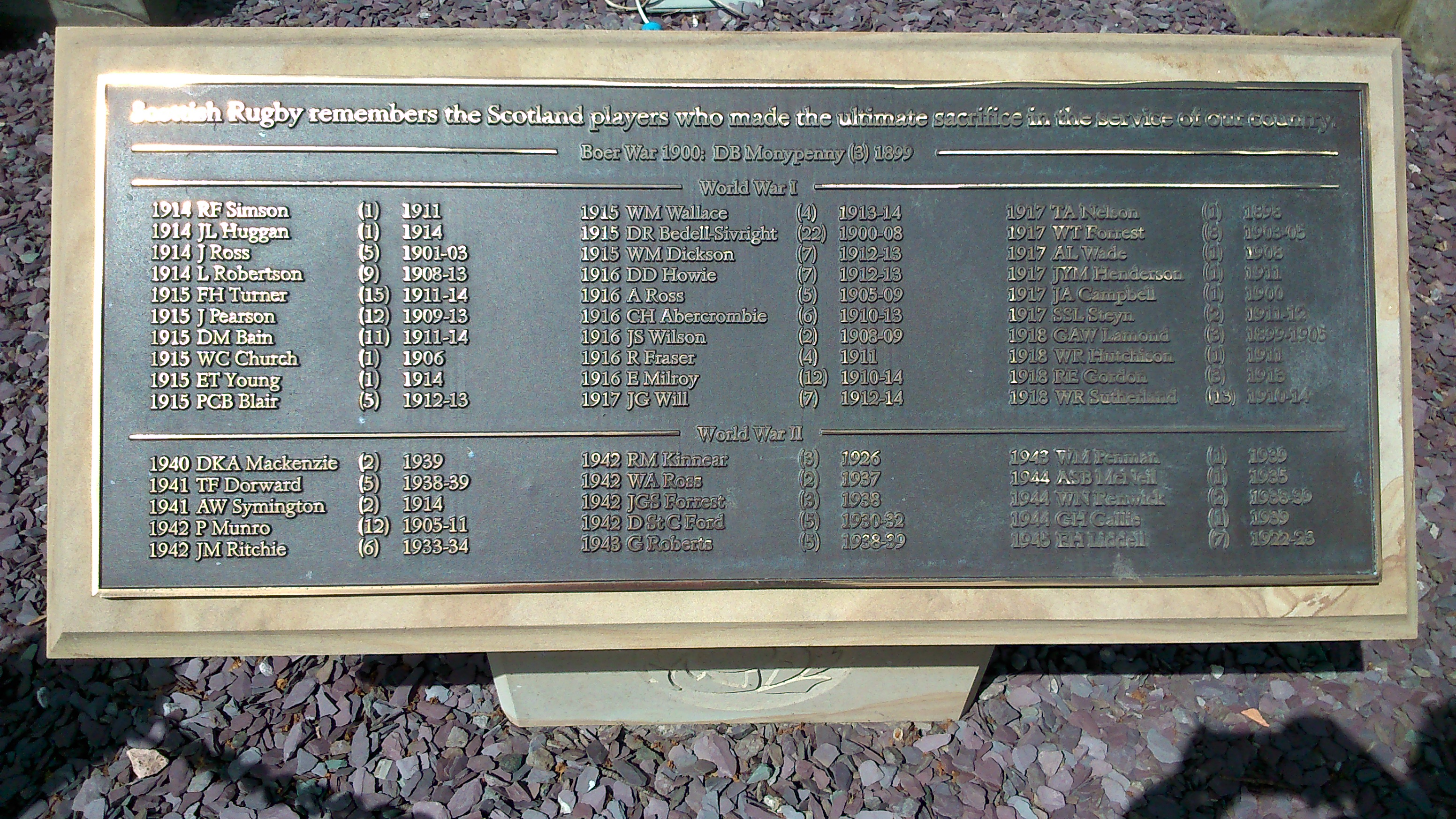
Targa a Murrayfield in omaggio ai rugbisti internazionali scozzesi morti nelle due guerre mondiali

I lavori iniziarono nel 1924 e furono ultimati in tempo per l'inaugurazione, che avvenne il 21 marzo 1925 in occasione di quell'edizione della Calcutta Cup che la Scozia non vinceva dal 1912; con la vittoria 14-11 sull'Inghilterra gli scozzesi vinsero sia la Coppa che il Cinque Nazioni con il Grande Slam davanti a 70000 spettatori.
Già nel 1927 lo stadio andò incontro a un ampliamento: furono acquistati terreni confinanti per costruirvi campi accessori per i club giovanili, messi in opera due ponti sul Water of Leith e approntato un parcheggio auto.
Nel 1936 i posti a sedere erano 15228, circa un quinto del totale.
Quando scoppiò la seconda guerra mondiale lo stadio fu adibito a uso militare: l'esercito britannico vi installò un deposito d'armi, ma il campo fu talvolta utilizzato per incontri tra giocatori appartenenti alle forze armate.
Il primo incontro internazionale tenutosi nel dopoguerra a Murrayfield fu la vittoria 22-8 del Galles durante il Cinque Nazioni 1947, ma l'intera struttura mostrava tutti i segni della trascuratezza di cui era stata vittima nel periodo bellico: si rese necessario rinnovare tutte le strutture in metallo, ripulire tutte le gradinate – su cui erano cresciute sterpaglie ed erbacce – e aggiungere nuovi posti, oltre che ristrutturare spogliatoi e terreno: quest'ultima esigenza fu soddisfatta negli anni cinquanta quando fu installato sul campo un sistema elettrico di riscaldamento del suolo, finanziato con la donazione di 10000 £ da parte di Charles Hepburn, industriale del whisky e presidente di un locale club di rugby.
In occasione dell'incontro del Cinque Nazioni 1975 contro il Galles, Murrayfield fu teatro della maggior affluenza mai registrata prima d'allora per una gara di rugby a 15: 104000 spettatori, infatti, riempirono lo stadio, anche se è lecito supporre ve ne fossero di più rispetto a tale cifra ufficiale, in quanto molti di essi erano entrati senza biglietto, creando tensioni tra la folla.
Nel dopo partita molti spettatori presero d'assedio gli uffici amministrativi della SRU chiedendo il rimborso del biglietto, non essendo riusciti a entrare nello stadio per colpa dei non paganti.
Il primato di Murrayfield resistette più di 24 anni, per essere superato dallo Stadium Australia di Sydney che, nel 1999, ospitò un match di Bledisloe Cup tra gli Wallabies e la Nuova Zelanda che attirò sugli spalti una folla di 107042 spettatori; quello di Murrayfield rimane comunque il record europeo d'affluenza per gare di rugby, non attaccabile nell'immediato in quanto nessuna struttura dedita al rugby nel continente supera i 90000 posti a sedere.
Nel 1982 la tribuna orientale fu ricostruita completamente; il suo costo, di circa 3,15 milioni di sterline, fu parzialmente coperto da 5000 microprestiti a vent'anni senza interessi da 400 £ ciascuno; la nuova struttura fu inaugurata nel marzo 1983.
Nel corso del decennio furono anche spostati gli uffici della SRU e fu fatto spazio per una biblioteca e un museo del rugby scozzese, inaugurati nel 1986.

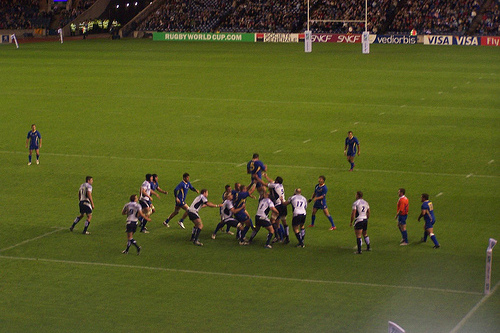
Incontro della tra e

Nel 1991 Murrayfield fornì sostegno logistico all'Inghilterra, organizzatrice della seconda Coppa del Mondo di rugby, garantendovi la disputa di 5 incontri, incluso il quarto di finale con cui la Scozia batté Samoa Occidentali e la semifinale in cui a vincere sui padroni di casa fu l'Inghilterra.
Nei prosieguo del decennio, facendo seguito al rapporto Taylor sulla sicurezza degli stadi nel Regno Unito, la SRU decise di trasformare Murrayfield in un impianto con 67500 posti completamente a sedere e interamente coperti; i lavori, costati circa 50000000 £, iniziarono dopo il Cinque Nazioni 1992: l'anno dopo lo stadio affrontò l'edizione 1993 del torneo con 24000 posti e, successivamente, furono demolite le estremità della tribuna occidentale per costruirvi le curve di raccordo con le tribune settentrionale e meridionale; dopo il Cinque Nazioni 1994 il resto della tribuna occidentale fu demolito e ricostruito; a dicembre 1995 lo stadio, nella configurazione più recente, fu ufficialmente riaperto al pubblico.
Con la nuova configurazione Murrayfield fu utilizzato anche per la Coppa del Mondo 1999, formalmente in capo al Galles, e nella fase a gironi del torneo ospitò gli incontri della Scozia; sia lo stadio che la squadra di casa si congedarono dal torneo nei quarti di finale, quando la Nuova Zelanda vinse 30-18 e volò in semifinale.
Ancora, con la Francia paese organizzatore, Murrayfield ospitò due incontri della Coppa del Mondo 2007, benché la SRU, a causa di una sopraggiunta crisi finanziaria, avesse cercato di disimpegnarsi due anni prima del torneo per impossibilità di gestire in proprio prezzi d'ingresso e marketing legato agli incontri che a posteriori, come preventivato, si rivelarono in un passivo d'esercizio per la SRU per via dei circa 95000 biglietti venduti a fronte dei potenziali 134000: circa 31000 per il 42-0 inflitto dalla Scozia alla Romania e 64558 per la sconfitta 0-40 contro la Nuova Zelanda.
Nel 2014, per far fronte a un'infestazione di nematodi, vermi cilindrici parassiti delle radici dell'erba, la SRU decise di eradicare completamente il terreno di gioco e metterne in posa uno ibrido di tecnologia GrassMaster, consistente in erba naturale e fibre sintetiche a sostegno dei fili e delle radici, soluzione che entrò in esercizio a regime dalla stagione 2014-15.
In quello stesso anno la SRU concluse anche un accordo di naming con BT Group, l'ex compagnia telefonica nota in passato come British Telecom; a seguito di tale sponsorizzazione, lo stadio assunse il nome di BT Murrayfield Stadium.
Nel 2002, per la prima volta, Murrayfield ospitò anche un incontro internazionale della Scozia femminile, una vittoria per 34-3 sulla Svezia; in diverse altre occasioni lo stadio accolse tale formazione, la più recente delle quali nella seconda giornata del Sei Nazioni 2020, quando l'Inghilterra ivi vinse 53-0.
In ambito continentale, inoltre, Murrayfield fu sede dell'ultimo atto di tre edizioni della coppa d'Europa, la Heineken Cup 2004-05 tra Tolosa e Stade français e 2008-09 tra Leinster e Leicester, e la Champions Cup 2016-17 tra Saracens e Clermont; il giorno antecedente a tale incontro era anche stato, per la prima volta, teatro della finale di Challenge Cup tra Gloucester e Stade français: a seguito della vittoria di quest'ultimo, Sergio Parisse, giocatore del club francese, fu il primo capitano italiano a ricevere una coppa europea di club.

## Usi alternativi al rugby a 15

### Altri sport

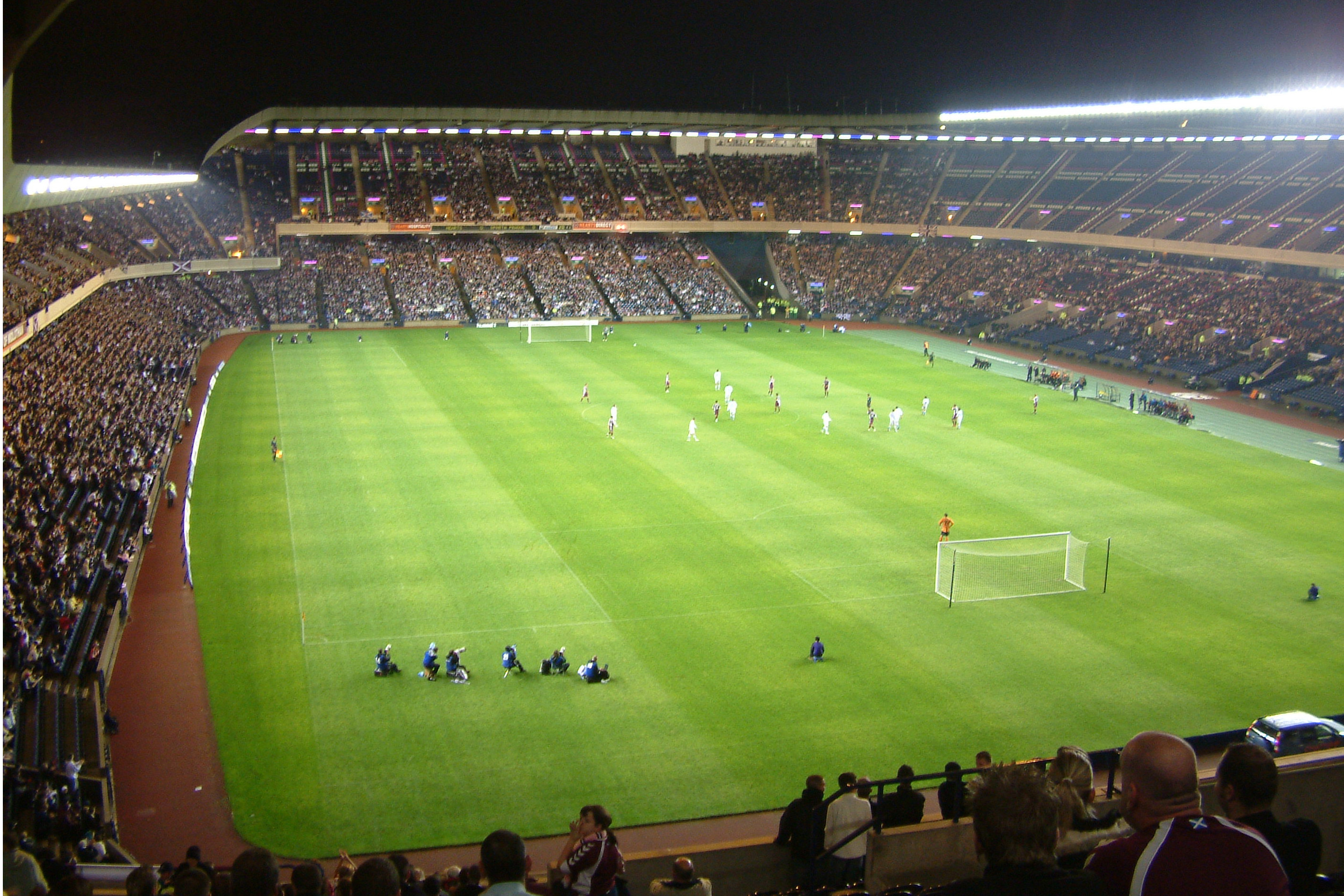
Coppa UEFA 2006-07, –. Si noti l'ampio spazio erboso dietro le porte

Benché eminentemente rugbistico, Murrayfield si è spesso prestato, in ragione della sua capienza (al 2021, con i suoi oltre 67000 spettatori di capacità, è l'impianto più grande di Scozia e il quinto del Regno Unito) a ospitare gare di altre discipline.
Nel rugby a 13 fu sede delle finali di due edizioni della Challenge Cup, la prima volta nel 2000 tra Leeds Rhinos e Bradford Bulls con vittoria per 24-18 di quest'ultima squadra e la seconda nel 2002, quando il Wigan Warriors vinse il titolo battendo 21-12 St Helens.
Anche in ambito calcistico, a parte saltuarie ed estemporanee apparizioni amichevoli, Murrayfield servì come impianto interno stagionale e sede di incontri ufficiali; il concittadino Hearts, infatti, proprietario di Tynecastle Park, nel 2003 si vide negata l'omologazione UEFA dell'impianto per gli incontri delle proprie competizioni; impossibilitato a intraprendere lavori per l'adeguamento del proprio stadio a causa di una crisi finanziaria, decise di venderlo e di prendere Murrayfield in affitto per 3 stagioni per le gare europee.
In seguito, Murrayfield fu usato anche dal Celtic nel 2013 per due partite di Champions League, durante i Giochi del Commonwealth in programma a Glasgow e, successivamente, di nuovo dallo stesso Hearts nel 2017 per lavori di ristrutturazione a Tynecastle.
Nel 2019 ospitò anche un incontro amichevole tra il Napoli e i neocampioni d'Europa del Liverpool, terminato 3-0 per la squadra italiana di fronte a un'affluenza di 65442 spettatori, la maggiore in Scozia da trent'anni a quella parte, risalente alla finale della Coppa nazionale 1988-89 ad Hampden Park.
A cavallo del millennio Murrayfield fu anche sede per diversi anni dello Scottish Claymores, club di football americano di NFL Europa, prima del suo spostamento a Glasgow.
Più recentemente, nel 2017, la NFL riaprì trattative con la SRU al fine di valutare l'opportunità di ospitare a Edimburgo incontri del proprio campionato.

### Usi non sportivi
A partire dagli anni ottanta Murrayfield divenne una gettonata sede per concerti all'aperto: a inaugurarlo in tale veste fu l'artista inglese David Bowie nel corso del suo Serious Moonlight Tour del 1983.
Gli U2 ivi si esibirono due volte, la prima nel 1987 nel corso del loro Joshua Tree Tour, e dieci anni più tardi nel PopMart Tour.
Tra gli altri importanti gruppi esibitisi a Murrayfield si citano i Rolling Stones, una prima volta nel 1999 nel loro No Security Tour, con la cantante americana Sheryl Crow come artista d'apertura e, a seguire, nel 2018 nel corso del No Filter Tour; gli statunitensi Red Hot Chili Peppers nel 2004, tappa europea del loro Roll on the Red Tour; gli Oasis, dapprima nel 2000 durante il Standing on the Shoulder of Giants Tour e poi nel 2009 come parte del Dig Out Your Soul Tour, concerto che creò polemiche in città perché l'afflusso di spettatori allo stadio costrinse la polizia della zona a un'inattesa chiusura anticipata delle scuole circostanti per motivi di ordine pubblico, decisione che provocò disagi alle famiglie.
Tra gli artisti solisti, invece, figurano Robbie Williams, esibitosi due volte per un totale di tre serate a Murrayfield, la prima volta nel 2003 con due concerti del suo Weekends of Mass Distraction Tour e la seconda nel 2017 in The Heavy Entertainment Show Tour e la statunitense Madonna nel suo The MDNA Tour del 2012.
Murrayfield fu, inoltre, sede dell'atto finale del Live 8, il Live 8 Edimburgo, concerto di sensibilizzazione contro la fame e la povertà nel mondo che si tenne il 6 luglio 2005.

## Incontri internazionali di rilievo
| Arbitro: | Kerry Fitzgerald |

|                     |      |               |
| G. Hastings 9’, 32’ | c.p. | 34’, 57’ Webb |
|                     | drop | 75’ Andrew    |

| Arbitro: | Ed Morrison |

|                            |      |                                       |
| Pountney 67’ C. Murray 80’ | mt   | 13’, 40’ T. Umaga 15’ Wilson 61’ Lomu |
| Logan 67’                  | tr   | 13’, 15’ Mehrtens                     |
| Logan 21’                  | c.p. | 8’, 25’ Mehrtens                      |
| Townsend 49’               | drop |                                       |

| Arbitro: | Marius Jonker |

|  |      |                                                                         |
|  | mt   | 5’ R. So’oialo 15’, 73’ Howlett 32’ Kelleher 62’ A. Williams 65’ Carter |
|  | tr   | 5’, 65’ Carter                                                          |
|  | c.p. | 24’, 32’ Carter                                                         |

| Arbitro: | Clara Munarini |

|  |      |                                                                         |
|  | mt   | 3’ Bern 31’ Breach 36’, 55’ Dow 44’, 48’ Scott 63’ Hunter 76’ Macdonald |
|  | tr   | 3’, 36’, 48’, 63’, 76’ Scarratt                                         |
|  | c.p. | 18’ Scarratt                                                            |